# Begonia nix
Espèce
Begonia nix est une espèce de plantes de la famille des Begoniaceae. Ce bégonia à port de bambou est originaire de Sarawak, sur l'île de Borneo, en Asie tropicale, a été décrit en 2017.

## Description
C'est une plante vivace et monoïque, à tiges bambusiformes tirant sur le rouge. Le feuillage vert, asymétrique et gaufré, presque glâbre, présente des taches et parfois une bordure blanche ou rosée. Les courtes inflorescences portent de discrètes fleurs verdâtres à cœur jaunâtre. Le fruit est de section triangulaire.  

## Répartition géographique
Cette espèce est originaire du pays suivant : Malaisie, état du Sarawak situé en Malaisie orientale. Il est endémique du Sarawak.

## Classification
Begonia nix fait partie de la section Petermannia du genre Begonia, famille des Begoniaceae.
L'espèce a été décrite en 2017 par les botanistes Che Wei Lin et Ching I Peng. L'épithète spécifique nix fait référence aux lignes et points blancs comme neige qui ornent les feuilles.
Publication originale : (en) Lin et al.: Eleven new species of Begonia from Sarawak, Taiwania Vol. 62, No. 3, September 2017. DOI: 10.6165/tai.2017.62.219.